# Pachydactylus kobosensis
Pachydactylus kobosensis är en ödleart som beskrevs av  Vivian William Maynard Fitzsimons 1938. Pachydactylus kobosensis ingår i släktet Pachydactylus och familjen geckoödlor. Inga underarter finns listade i Catalogue of Life.